# サラミ
サラミ（イタリア語: saláme、複数形: salami）とは、イタリアで発祥したドライソーセージの1種である。語源はイタリア語の「sale（食塩）」である。サラミソーセージと呼ばれる場合もある。

## 製法

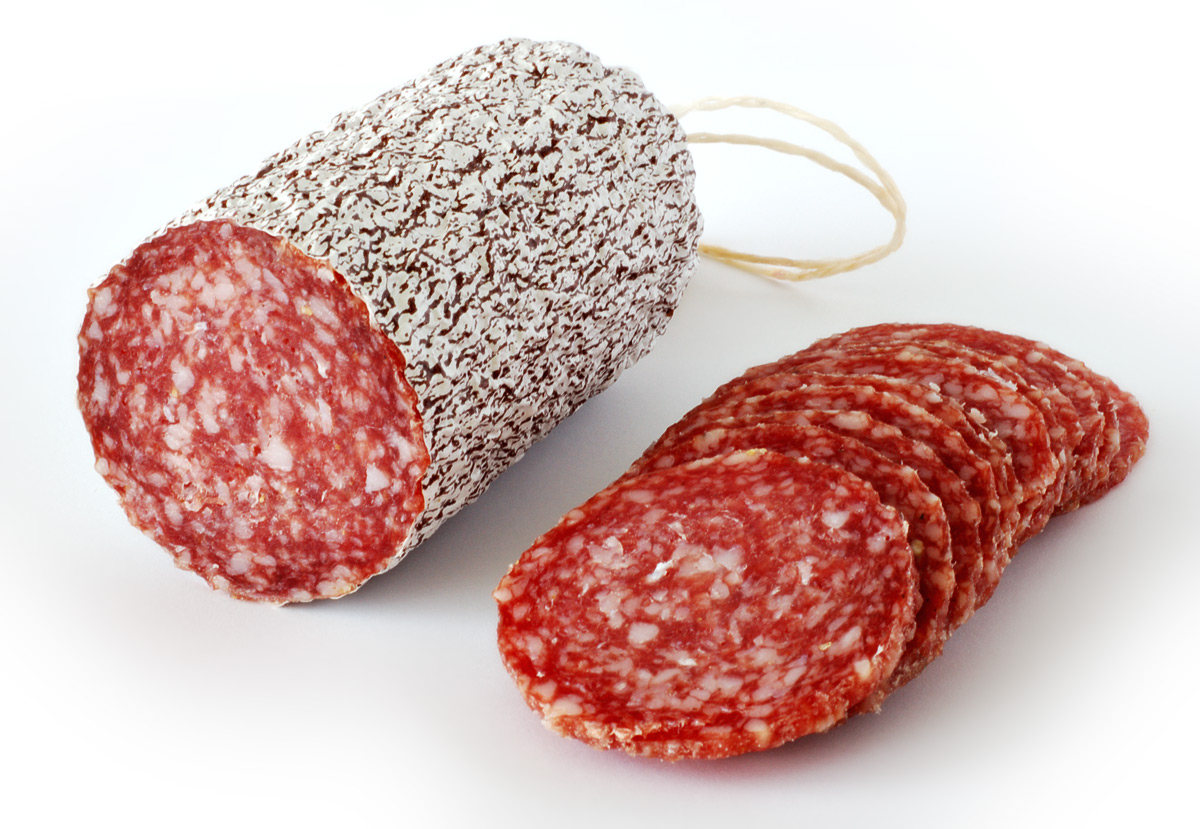
切断したサラミ。断面には霜降り状の構造も見て取れる。

元来はブタのひき肉に食塩やラード、ラム酒などを混ぜ、腸詰してから、温度10 ℃程度・湿度70パーセントから75パーセントの条件で、60日から90日間かけて乾燥熟成を行った物をサラミと呼んでいた。
しかし、今では牛肉で作られたサラミや、牛と豚の合いびき肉のサラミも製造されている。なお、肉の挽き具合によって、食感などに違いが出る。また、干す前に予め燻したり、茹でたりと、下ごしらえも行われる場合がある。加えて味付けも、今では食塩だけでなく、様々なハーブやスパイスを混ぜて作ったドライソーセージも、サラミと呼ぶようになった。ただ、地域ごとに使われる調味料や香辛料には違いが見られ、イタリアのサラミは地域によりニンニク、パプリカ、赤唐辛子、黒胡椒、フェンネルシード
ドイツでは食塩のみ、
スペインではパプリカや赤唐辛子、
ハンガリーではパプリカやニンニクを加えたりする。

## 種類
サラミ発祥の地であるイタリアには、ミラノサラミ、ソプレッサなど数多くの種類があり、食文化の1つとして古来より親しまれてきた。以下は代表的な物である。
ミラノサラミ
イタリアで最も一般的なサラミ。細かく挽いた豚肉が使われ、米粒大の脂肪が霜降りになっているのが特徴。
ソプレッサ
ポー河流域の低地が発祥の地と言われ、粗挽きの豚肉を曲がった腸管に詰め、ニンニクと白ワインで味付けされる。
これ以外のサラミにも、作られている地方や国の地名が付けられる場合がある。フランスのアルル（Arles）、イタリアのジェノヴァ、ミラノ、それにハンガリーはサラミの製造を行っている地域として有名である。特に、ハンガリーにおいてはハンガリーサラミと呼ばれる多種のサラミが製造され、独特の風味を有する事で知られる。ハンガリーにおけるサラミ製造のリーディングカンパニーであるピックセゲド社は、EU圏はもちろん、世界的に見ても、伝統ある大規模なサラミ製造会社の1つとして名が知られており、中でも「白カビ付きサラミ」として有名な「ピック・ウィンターサラミ」は、EUの原産地名称保護制度で守られている。
また北アメリカ地域では、ペパロニと呼ばれる種類のサラミが、ピザの具の定番として用いられている。